# Uniradze
Uniradze (kaszub. Ùniredzé) – osada w Polsce, w województwie pomorskim, w powiecie kartuskim, w gminie Stężyca.
Miejscowość leży na Kaszubach, na Pojezierzu Kaszubskim, na obszarze Kaszubskiego Parku Krajobrazowego i Szwajcarii Kaszubskiej, przy turystycznym szlaku Wzgórz Szymbarskich. Wchodzi w skład sołectwa Zgorzałe.
Do 2023 miejscowość była częścią wsi Smokowo.
W latach 1975–1998 Uniradze administracyjnie należało do województwa gdańskiego.
Uniradze 31 grudnia 2011 r. miało 4 stałych mieszkańców.
W pobliskim lesie znajduje się grupa ponad 2000 kurhanów, datowanych na okres 1100 p.n.e.-1000 n.e.
Pomniki przyrody: 150-letni klon pospolity w ogrodzie leśnictwa (o obwodzie 3,7 metra i wysokości 22 metrów) i dwie ponad 300-letnie lipy